# Macromitrium gracilipes
Macromitrium gracilipes är en bladmossart som beskrevs av Jules Cardot 1908. Macromitrium gracilipes ingår i släktet Macromitrium och familjen Orthotrichaceae. Inga underarter finns listade i Catalogue of Life.